# ريكاردو أورتيغا فرنانديز
ريكاردو أورتيغا فرنانديز (بالإسبانية: Ricardo Ortega Fernández)‏ هو صحفي إسباني، ولد في 1 أكتوبر 1966 في قونكة في إسبانيا، وتوفي في 7 مارس 2004 في بورت أو برانس في هايتي.